# کمیته روابط عمومی آمریکا و اسرائیل
کمیته روابط عمومی آمریکا و اسرائیل (به انگلیسی: American Israel Public Affairs Committee) مشهور به اِی‌پَک (AIPAC)، یکی از بزرگ‌ترین و قدرتمندترین گروه‌های لابی‌گری در ایالات متحده آمریکا است. این گروه با بیش از ۱۰۰٬۰۰۰ عضو، هر ساله میلیون‌ها دلار خرج سرمایه‌گذاری برای تاثیر گذاشتن بر جریان‌های سیاسی آمریکایی می‌کند و همیشه برای دلپذیر کردن واقعیت‌ها و اولویت‌های اسرائیل، بر سیاست‌های دولتی و قانونگذاری آمریکا اِعمال نفوذ می‌کند.

## تاریخچه
اِی‌پَک (AIPAC)، در یک شرایط ناخوشایند متولد شد. اِی‌پَک (AIPAC) در پی کشتار مردم یک روستای فلسطینی به دست اسرائیلیان و برای توجیه جنایت‌ها و بهبود وجهه اسرائیل در دنیا تاسیس شد. این گروه در سال ۱۹۵۱ به رهبری اشعیا ال. كينين (Isaiah L. Kenen) شکل گرفت. اشعیا ال. كينين یک روزنامه‌نگار کانادایی مستقر در آمریکا بود که در دهه چهل میلادی در مذاکره‌های مربوط به نزاع اعراب و اسرائیل به عنوان یک لابی‌گر برای کشور اسرائیل، بسیار خوب عمل کرده بود. یکی از علت‌های سازماندهی این لابی، نیاز اسراییل به کمک‌های اقتصادی برای جذب شمار گسترده یهودیان مهاجر و نیز بی‌میلی وزارت امور خارجه آمریکا نسبت به اعطای این کمک‌ها بوده است.
در حال حاضر، لیلیان پینکوس رئیس کنونی این کمیته است.

## کنفرانس سالانه‌

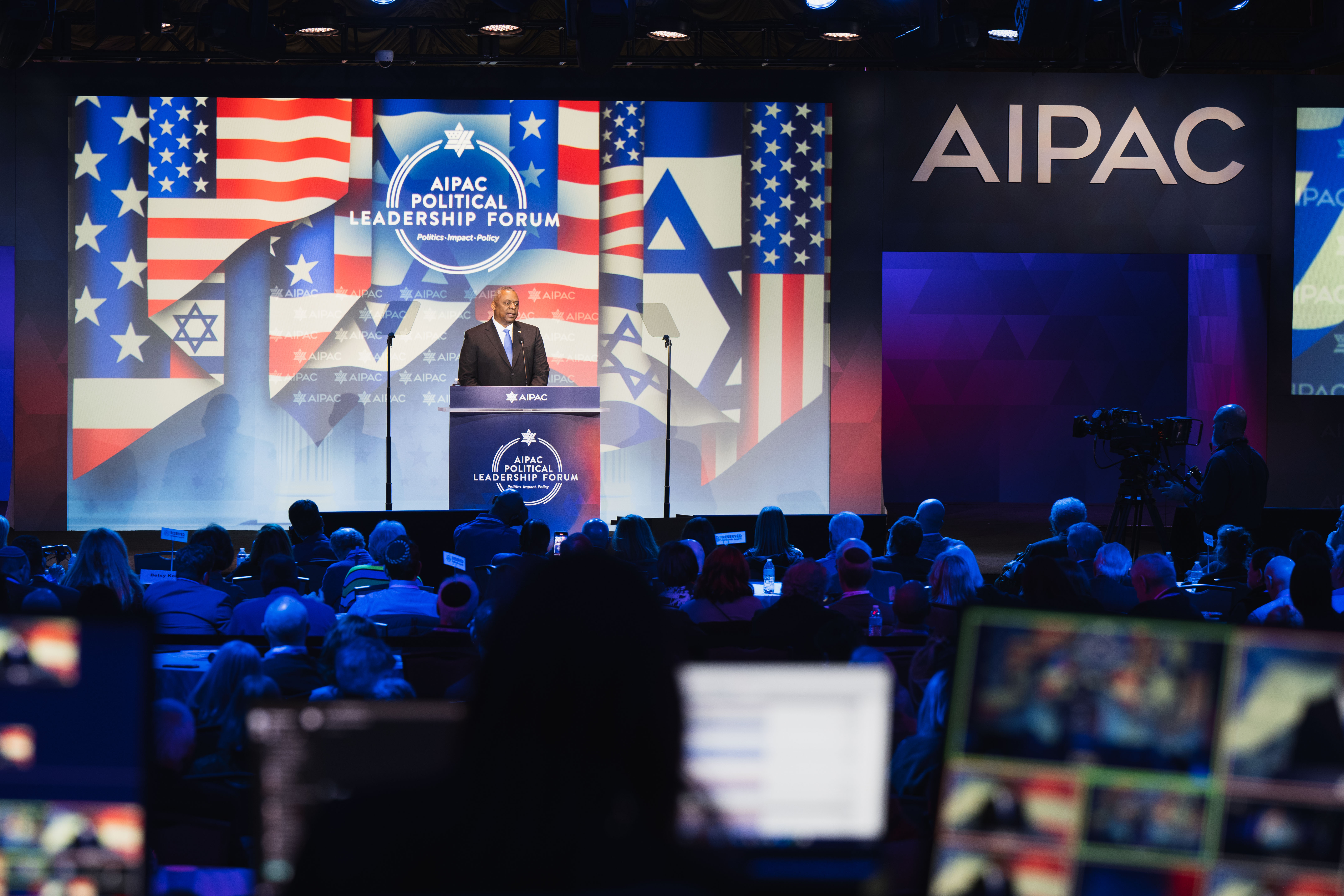
ژنرال لوید آستین (وزیر دفاع وقت ایالات متحده آمریکا) در حال سخنرانی در کنفراس سالانه حمایت از اِی‌پَک (AIPAC)، واشینگتن، دی.سی.، ایالات متحده آمریکا، ۱۰ ژانویه ۲۰۲۳.

«کمیته روابط عمومی آمریکا و اسرائیل» یا به اختصار اِی‌پَک (AIPAC)، یکی از گروه‌های نفوذگر و لابی‌باز طرفدار اسرائیل در پایتخت کشور آمریکا، واشینگتن، دی.سی.، است. این گروه هر ساله کنفرانسی برگزار می‌کند که در آن شخصیت‌های سیاسی برجسته‌ای عموما به نفع سیاست‌های اسرائیل سخنرانی می‌کنند.
روزنامه واشینگتن‌پُست طی یادداشتی به قلم دوگ راسینو (استاد تاریخ دانشگاه اسلو و پژوهشگر صهیونیسم آمریکایی) در مورد کنفرانس سالانه سال ۲۰۲۳ اِی‌پَک (AIPAC)، به بررسی تاریخچه و نقش آیپک پرداخت و نوشت:
«اِی‌پَک (AIPAC)، کمیته منتفذ و گردنفراز امور عمومی اسرائیل آمریکا که خود را ‘لابی طرفدار اسرائیلِ آمریکا’ معرفی می‌کند، در حال برگزاری کنفرانس سیاسی سالانه‌اش می‌باشد. سیاستمداران برجسته از دو حزب برای سخنرانی در مراسم پرهیاهوی این گروه، با هم رقابت می‌کنند. همه به اِی‌پَک (AIPAC) برای دلایل موجه، توجه می‌کنند. از اواخر دهه ۱۹۷۰، اِی‌پَک (AIPAC) به طور غیر رسمی، سهم بزرگی از مناقشه‌های مهم نامزد‌های انتخاب‌ شده در کنگره آمریکا را بر عهده داشته است. درخواست‌های این گروه درباره خاورمیانه، در اجرای سیاست‌های خارجی واشینگتن، سهمی اساسی دارد.»
دوگ راسینو در ادامه گفت:
«برخی اِی‌پَک (AIPAC) را دوست دارند و برخی از آن متنفرند. برخی از آن می‌ترسند. با این حال، اِی‌پَک (AIPAC)، در سیاست آمریکا، در سیاست‌ورزی آمریکا و در زندگی یهودیان آمریکا، عامل مهمی به حساب می‌آید.»

## تصمیم‌سازان پشت‌پرده
«اِی‌پَک (AIPAC)» یا همان «کمیته روابط عمومی آمریکا و اسرائیل» یکی از متنفذترین و قدرتمندترین تشکیلات مؤثر در پشت پرده قدرت در آمریکا است. این کمیته با عملکرد فراحزبی، به طور دقیق در راستای به ثمر نشاندن منافع اسرائیل فعالیت می‌کند. اِی‌پَک (AIPAC) در دهه ۱۹۵۰ میلادی کار خود را آغاز کرد و تا کنون یک جبهه متحد از یهودیان آمریکا را در حمایت از اسرائیل ساماندهی کرده است؛ جبهه‌ای که به قول «دوگ راسینو» (استاد تاریخ دانشگاه اسلو و پژوهشگر صهیونیسم آمریکایی):
«سیاستمداران آمریکایی در هر سطحی مجبورند، به آن احترام بگذارند».
اِی‌پَک (AIPAC) از طریق برقراری ارتباطات سازنده با اعضای کنگره آمریکا، مجلس سنای آمریکا و سایر مسئولان بلندپایه شاخه اجرایی کشور آمریکا، برای شکل‌گیری تصویبات قانونی به نفع اسرائیل زمینه‌سازی می‌کند. این اقدام‌های اِی‌پَک (AIPAC)، بقا، موجودیت، قدرت و امنیت اسرائیل را تضمین می‌کند.

نفوذ اِی‌پَک (AIPAC) در نهادهای مهم مثل مقام ریاست جمهوری، اعضای مجلس سنا و کنگره آمریکا، از طریق تأثیر رأی‌دهندگان یهودی در انتخابات ناشی می‌شود. یهودیان علی‌رغم تعداد اندکشان، کمک‌های مالی زیادی در اختیار نامزدهای هر دو حزب قرار می‌دهند. به‌علاوه در هر رای‌گیری، تعداد شرکت‌کنندگان یهودی در انتخابات، بیشتر از تعداد شرکت‌کنندگان غیر یهودی است. یهودیان در ایالت‌های مهمی از کشور آمریکا چون کالیفرنیا، فلوریدا، ایلینویز، نیویورک و پنسیلوانیا متمرکز شده‌‌اند و از درصد بالای حق رای سود می‌برند، لذا بر روند قانون‌گذاری در آمریکا، سلطه پیدا کرده‌اند.
جان مرشایمر (دانشمند علوم سیاسی آمریکایی‌) و استیون والت (کارشناس سیاسی، و استاد روابط بین‌الملل در دانشگاه هاروارد اهل ایالات متحده آمریکا) در کتاب «گروه فشار اسرائیل و سیاست خارجی آمریکا» بر این باورند که علی‌رغم اینکه هیچ بهانه‌ای نمی‌تواند این سطح از حمایت فعلی آمریکا از اسرائیل را توجیه کند، اما مدعی هستند که توجیه اصلی برای این وضع غیرعادی، نفوذ لابی یهود در کشور آمریکا است. این دو نویسنده بر این نظرند که لابی اسرائیل در کشاندن آمریکا به جنگ مصیبت‌بار عراق در سال ۲۰۰۳ و بی‌ثمر کردن تلاش برای برقراری رابطه با نظام جمهوری اسلامی ایران و سوریه، نقش عمده‌ای داشته و دارد. نویسندگان کتاب، بر این اساس اِی‌پَک (AIPAC) را  به‌ عنوان جهت دهنده اصلی سیاست خارجی آمریکا در رابطه با خاورمیانه، معرفی می‌کنند.

## تصاویر
- تظاهرات گروه‌های وابسته به اِی‌پَک (AIPAC) در واشینگتن برای اعتراض به هر گونه سیاست سازش با گروه‌های فلسطینی.
- معترضان در محل کنفرانس اِی‌پَک (AIPAC) در واشینگتن، مهٔ ۲۰۰۵.
- کاریکاتوری از کارلوس لاتوف در توصیف ماموریت اِی‌پَک (AIPAC).

## همچنین ببینید
- جنگ داخلی در فلسطین تحت قیمومت بریتانیا (۱۹۴۸–۱۹۴۷)
- شورش‌های ضدیهودی ۱۹۴۷ حلب
- بمب‌گذاری در هتل سمیرامیس
- بمب‌گذاری‌های خیابان بن یهودا
- عملیات نخشون
- کشتار الخصاص
- نقشه دالت
- آمی آیالون
- شورای ملی عمومی فلسطین
- شورای قانونگذاری فلسطین (نوار غزه)
- وزارت بهداشت فلسطین
- حملات هوایی نوار غزه (دسامبر ۲۰۰۸)
- صلاح زواوی
- عملیات صور
- عملیات‌های منتسب به اسرائیل در ایران
- موسسه دموکراسی اسرائیل
- شعارهای سیاسی دوران جمهوری اسلامی ایران
- مجادله جنگ علیه اسلام
- جنبش حوثی‌ها
- حمله ۲۰۲۲ ابوظبی
- یهودستیزی در ترکیه
- جهان در آتش (کتاب)
- حزب‌الله لبنان
- تاریخ یهودیان تحت حکومت مسلمانان